# Education Review Office
Das Education Review Office (ERO), in Maori Te Tari Arotake Mātauranga, ist ein Public Service Department (Behörde des öffentlichen Dienstes) in Neuseeland, das für die Bewertung der Qualität von Bildungseinrichtungen, wie Kindergärten, Kindertagesstätten und Schulen im Lande zuständig ist.

## Aufgabe
In fünf Regionen, Northern – Te Tai Raki, Waikato/Bay of Plenty – Te Tai Miringa, Central – Te Tai Pokapū, Southern – Te Waipounamu und Te Uepū ā-Motu, speziell für Māori, in die das Education Review Office Neuseeland für sich aufgeteilt hat, arbeiten rund 150 sogenannte Review Officers (Überprüfungsbeamte), die die Aufgabe haben, anhand von Qualitätsmerkmalen statistische Daten über die oben genannten Bildungseinrichtungen zu sammeln, aufzubereiten und Eltern, Lehrer, Leiter der Einrichtungen und Entscheidungsträgern aus Politik und Institutionen zur Verfügung zu stellen. Neben den regelmäßigen Berichten werden thematisch ausgerichtete Publikationen erstellt und kostenfrei jedem Verfügbar gemacht.